# محمد كمر
محمد كمر هو مخرج تلفزيوني عراقي من مواليد بغداد - 1967 حاصل على بكالوريوس في الإخراج التلفزيوني - كلية الفنون الجميلة جامعة بغداد 1992، وحاصل على بكالوريوس في الأدب الفرنسي - كلية اللفات جامعة بغداد - 2003 حاصل على شهادة في الإخراج التلفزيوني من مركز التدريب الاذاعي والتلفزيوني - بغداد.
متزوج وله طفلان.

## الأعمال الفنية
عمل في تلفزيون العراق - مديرية الإنتاج التلفزيوني بصفة مساعد مخرج عام عام 2000 واشترك في العديد من المسلسلات التلفزيونية أهمها:

حكايات من التراث-سهرات تلفزيونية-مسلسل حكاية من الزمن الصعب-مسلسل شارع اربعين.

بعد 2003 عمل كمخرج منفذ للعديد من الأعمال الدرامية العراقية أهمها مسلسل رياح الماضي - مسلسل المجهول.سنة 2005 انتقل للعمل في سوريا واشترك بأعمال عراقية مهمة مثل مسلسل الاختطاف - مسلسل آخر أيام الصيفية - مسلسل الحيدرخانة - مسلسل ثلج في زمن النار - مسلسل مصير الحب - مسلسل بكاء الحجر - مسلسل حكايات حب - المسلسل البدوي مزنة - مسلسل العائد من الرماد - مسلسل عش المجانين - مسلسل طائر الجنوب - مسلسل الهروب المستحيل.
خلال هذه الأعمال عمل مع مجموعة كبيرة من المخرجين العراقيين والعرب اهمهم  ونبيل يوسف وعلي أبو سيف ومن سوريا سمير حسين وثائر موسى وطلال محمود ونبيل ع شمس ومن الأردن أيمن ناصر الدين ومازن الكايد عوالمة.
قام بإخراج المسلسل التلفزيوني الماز / 2012 من تاليف الكاتب صباح عطوان وتمثيل جواد الشكرجي والاء حسين هند طالب محمد هاشم أحمد طعمة سعد مجيد ونخبة كبيرة من نجوم الدراما العراقية.
قام كذلك بإخراج المسلسل الكوميدي سبايكي 2 / 2012 تاليف فاضل البغدادي وتمثيل رزاق أحمد وعلي فرحان وقاسم السيد ونخبة من نجوم كوميديا العراق